# 藤原祐規
藤原 祐規（ふじわら ゆうき、1981年4月24日 – ）は、日本の俳優、声優・ナレーターである。アミュレートに所属している。三重県出身。

## 経歴
- 代々木アニメーション学院卒業後、2002年から劇団アルターエゴ/ブリングアップに所属し、舞台俳優・声優として活動開始する。
- 2006年8月、YOHとユニット「ZERO」を結成する。
- 2007年6月から2008年5月まで、平野貴裕・下崎紘史・林伊織・峯暢也とユニット「ALL BOYS LIMITED」を結成していた。
- 2009年7月、当時同じ事務所に所属していた、岩下政之・堀田勝・髙木俊とユニット「アンチョビー」を結成する。
- 2009年9月30日に所属事務所ブリングアップを退社し、同年10月13日よりドワンゴアーティストプロダクションに所属する。
- 2010年7月から2012年8月まで、紅葉美緒・豊永利行・飯田利信とユニット「TH・IA」を結成していた。
- 2011年4月1日、所属事務所をアミュレート（旧：アークレイ）に移籍する。

## 人物
- 長男で妹と弟がいる。
- 趣味・特技はゲーム、マッサージである。
- 好きな作品は、AKIRA、MOTHERシリーズ。
- 好きな食べ物は、アイスクリームとお米とハンバーグ。苦手な食べ物は特に無いが、お節が食べられない。
- 小さい頃はパイロットになりたかったが、視力低下により諦めた。
- ストライプ柄の服を着すぎてマネージャーに怒られたほどストライプ柄の服が好き。
- 役者を志したきっかけは、新世紀エヴァンゲリオン。
- 愛称「フッキー」は、 ミュージカル・テニスの王子様で共演したYOHが命名。

## 出演
太字はメインキャラクター。

### テレビアニメ
2002年
- ホイッスル!（向山智之、部員）

2004年
- 遊☆戯☆王デュエルモンスターズGX（原田、青髪の少年）

2005年
- capeta（伊佐宏）

2006年
- 家庭教師ヒットマンREBORN!（ベルフェゴール）

2007年
- おおきく振りかぶって 〜夏の大会編〜（松下貴光）
- おねがいマイメロディ すっきり♪（トナカイC、役人C）

2008年
- おねがい♪マイメロディ きららっ★（ピエール）
- 遊☆戯☆王5D's（紅蓮の悪魔のしもべ）

2009年
- 11eyes（イラ）
- 宙のまにまに（男子）

2011年
- 遊☆戯☆王ZEXAL（銀次）

2012年
- しろくまカフェ（コアリクイ、男性、来場者、部下、カンガルー、お客さん）

2013年
- 銀河機攻隊 マジェスティックプリンス（ラケシュ・チャンドラ・セカール）
- しろくまカフェ（ティッシュ配り）
- 超次元ゲイム ネプテューヌ THE ANIMATION（アノネデス）

2014年
- 曇天に笑う（芦屋睦月）

2015年
- 赤髪の白雪姫（衛兵B）

2016年
- スカーレッドライダーゼクス（エピフォン）
- ナンバカ（リャン）
- サバパラ（ロック）

2017年
- アイドル事変（神代桂）
- CHAOS;CHILD（伊藤真二）
- 異世界食堂（貴族士官）

2018年
- DOUBLE DECKER! ダグ&キリル（ミラ・ヴルーベリ〈ヴァレリー・ヴルーベリ〉）

2019年
- この世の果てで恋を唄う少女YU-NO（結城正勝、カーツ）

2023年
- B-PROJECT〜熱烈*ラブコール〜（TOBI）

### 劇場アニメ
- 劇場版 BLOOD-C The Last Dark（2012年、駅アナウンス）
- 台風のノルダ（2015年、サワヤカ）
- 劇場版マジェスティックプリンス 覚醒の遺伝子（2016年、ラケシュ・チャンドラ・セカール[14]）
- 劇場版 曇天に笑う<外伝>～決別、犲の誓い～（2017年、芦屋睦月）
- 劇場版 曇天に笑う<外伝>～桜華、天望の架橋～（2018年、芦屋睦月）

### OVA
- 家庭教師ヒットマンREBORN! ジャンプスーパーアニメツアー2009 ボンゴレ式修学旅行、来る! THE COMPLETE MEMORIAL（2009年、ベルフェゴール）

### ゲーム
2007年
- 家庭教師ヒットマンREBORN! フレイムランブル開炎 リング争奪戦!（ベルフェゴール）
- 家庭教師ヒットマンREBORN! Let's暗殺!? 狙われた10代目!（ベルフェゴール）

2008年
- 家庭教師ヒットマンREBORN! ボンゴレ式対戦バトルすごろく（ベルフェゴール）
- 家庭教師ヒットマンREBORN! フェイトオブヒート 炎の運命（ベルフェゴール）
- 家庭教師ヒットマンREBORN! フレイムランブル超 燃えよ未来（ベルフェゴール）
- 家庭教師ヒットマンREBORN! 狙え!? リング×ボンゴレトレーナーズ（ベルフェゴール）
- 家庭教師ヒットマンREBORN! 禁断の闇のデルタ（ベルフェゴール）
- 家庭教師ヒットマンREBORN! マフィア大集合! ボンゴレフェスティバル!!（ベルフェゴール）
- スカイ・クロラ イノセン・テイセス
- 牧場物語 ようこそ!風のバザールへ（ユリス）
- メモリーズオフ6 〜T-wave〜（塚本志雄）

2009年
- 家庭教師ヒットマンREBORN! フェイトオブヒートII 運命のふたり（ベルフェゴール）
- 家庭教師ヒットマンREBORN! フレイムランブルX（イクス）未来超爆発（ベルフェゴール）
- 家庭教師ヒットマンREBORN! BATTLE ARENA2スピリットバースト（ベルフェゴール）
- 家庭教師ヒットマンREBORN! オレがボス!最強ファミリー大戦（ベルフェゴール）
- 暗闇の果てで君を待つ（風野太郎）
- サイキン恋シテル?（赤井川慎）
- 断罪のマリア（ジード、マルコシアス）
- Memories Off 6 Next Relation（塚本志雄）

2010年
- エースコンバットX2 ジョイントアサルト（トーリャ・キリアコフ）
- 家庭教師ヒットマンREBORN! 絆のタッグバトル（ベルフェゴール）
- 家庭教師ヒットマンREBORN! フレイムランブルXX（ダブルイクス）超決戦!真6弔花（ベルフェゴール）
- スカーレッドライダーゼクス（エピフォン）
- 絶対迷宮グリム 〜七つの鍵と楽園の乙女〜（夢魔、狐）
- 天下一★戦国LOVERS DS（石川五右衛門）
- ぱすてるチャイムContinue（サクソ）

2011年
- スカーレッドライダーゼクス -STARDUST LOVERS-（エピフォン）
- 絶対迷宮グリム 〜七つの鍵と楽園の乙女〜 DIRECTORS CUT（夢魔、狐）
- DUNAMIS15（白大輔）
- BEYOND THE FUTURE - FIX THE TIME ARROWS -（ナユタ・ローエン）

2012年
- エースコンバット3D クロスランブル（アルベルト・ワールバーグ）
- Custom Drive（長谷川雅人）
- 神次元ゲイム ネプテューヌV（アノネデス）
- スカーレッドライダーゼクスI + FD ポータブル（エピフォン）
- 断罪のマリア 〜ラ・カンパネラ〜（ジード、マルコシアス）

2013年
- 碧空のグレイス（キャラクターボイス〈男〉-03）
- 英国探偵ミステリア（切り裂きジャック〈ジャック・ミラーズ〉）
- Jewelic Nightmare（マチュラ）
- 断罪のマリア Complete Edition（ジード、マルコシアス）

2014年
- CHAOS;CHILD（伊藤真二）
- 神次次元ゲイム ネプテューヌRe;Birth3 V CENTURY（アノネデス）
- 相州戦神館學園 八命陣 天之刻（大杉栄光）
- 私のホストちゃんS（広瀬拓磨）

2015年
- カレイドイヴ（東雲渉）
- スカーレッドライダーゼクス Rev.（エピフォン）
- 夢王国と眠れる100人の王子様（カノエ）
- エースコンバット3D クロスランブル+（アルベルト・ワールバーグ）

2016年
- イノセントベイン（ジョニー・ロットン）
- 怪盗夜想曲 〜ファントムノクターン〜（モリアーティ博士）
- グリムノーツ（カカシ、牛若丸）
- スカーレッドライダーゼクス 青と紅の狂詩曲（エピフォン）
- ＼コメプリ／（南雲流）
- 逢魔が刻～かくりよの縁～(死魔)
- ダンストリップス（榎本奈都）
- デスティニーチャイルド（スカル）

2017年
- CHAOS;CHILD らぶchu☆chu!!（伊藤真二）
- この世の果てで恋を唄う少女YU-NO（結城正勝）
- 一血卍傑-ONLINE-（アマノジャク）
- 逆転オセロニア（石田三成）

2018年
- ライブラリークロスインフィニット（アンリ）

2020年
- 幻想マネージュ（ジル）

2021年
- スーパーロボット大戦30（ラケシュ・チャンドラ・セカール）
- 白猫プロジェクト（テレンス）
- 三国ブレード（趙雲）
- 雾境序列 MIST SEQUENCE（希瑞斯）

2022年
- Relayer（オブザーバー）
- フェアリーフェンサー エフ Refrain Chord (オージェー)

時期未定
- アッシュエコーズ

### ドラマCD
- あやつりピエロの物語（エレーナの恋人[41]）
- 嘘つきみーくんと壊れたまーちゃん イメージアルバム 幻想の在処は現実（みーくん）
- 狼と香辛料 ドラマCD 狼と桃のはちみつ漬け
- スカーレッドライダーゼクス(エピフォン)
  - サマー・ヒート4M2S
  - 9 WHITE MISSION
  - ゼノン PIECE OF XENON
  - WINTER MUTE 1-3-6
- TAP TRAP LOVE（JOY）
- 天下一★戦国LOVERS シリーズ（石川五右衛門）
  - バラエティCD 天下一★戦国LOVERS -奥州の月-
  - バラエティCD 天下一★戦国LOVERS -甲斐の雪-
  - バラエティCD 天下一★戦国LOVERS -越後の花-
- モーテ -水葬の少女-（マノンの義兄[42]）
- モノクローム・ファクター（志紀）
- Drama CD Real Rode 〜Pure White Disc〜（衛兵）
- 月蝕のエゴイスト 愛しすぎて、壊したい ～緋色の空～(壽太)
- 月刊むらさきCD 9月号 (むらさき)
- シェアらぶシリーズ 第1巻～第3巻(司馬一雪）
- つまりはLOVEということで2-A 2-B（樋口和哉）
- 夢王国と眠れる100人の王子様 王子達のイケナイ？夜遊び（カノエ）
- ゆめだん Second Night (二階堂佑介）

### BLCD
- ショコラティエの恋愛条件（多村）
- テレビくんの気持ち（宮崎）
- ハート・ストリングス（従業員）
- リスタート（モデル）

### ボイスドラマ
- 恋するおやすみコール『納涼恋電』2017年（六車夏彦）
- KISSMILLe 『100キス』シリーズ 2021年（時村京吾、雨音、岸辺和葉）
- KISSMILLe 『DEEP HaCK』2021年（伊万里）
- KISSMILLe 『MOMENT - 今、何を成すべきか？ - 』2024年（黒津川英輔）

### ラジオ
※はインターネット配信。
- ABL的Webラジオ 『ALL BOY'S LIMITED ON THE RADIO』（2007年 - 2008年、神南スタジオ）
- ヘルファイアラジオ（2008年 - 2010年、花梨エンターテイメント公式サイト内※）
- おとぎラジオ（2010年 - 2011年、花梨エンターテイメント公式サイト内※）
- 素顔の少年（2010年 - 2011年、ZAKZAK※ / 2011年 - 2012年、アニメイトTV※）
- RADIO ビヨンドザフューチャー（2011年、ニコニコ生放送※）パーソナリティ
- 声優ニコ電ラジオ（2011年、ニコニコ動画※）
- かりんラジオ（2011年 - 2013年、花梨エンターテイメント公式サイト内※）
- ツダケンロードショーはてるまでラジオ（2011年 - 2014年、アニメイトTV※）アシスタント
- アメスタ「大河元気＆藤原祐規 プレミアム放送｣（2013年 - 2015年、アメーバスタジオ※）パーソナリティ
- ツダケンロードショーはてるまでラジオ 文化放送モバイルplus presents ツダケンとフッキーのはてるまでラジオを舞台化する生放送（2015年 - 2016年、超A&G+※）パーソナリティ
- ふじげあそなが (2019年 〜 、ONSTAGE※) パーソナリティ
- ふっきー元気裕斗の〜(2020年 〜 、ZAIKO※) パーソナリティ

### ラジオCD
- はてるまでラジオ
  - 夕暮れカフェ・真夜中バー
  - めざせ花園!全国編
  - Kyu編
  - Sai編
  - Black&White
  - 青い空の下で果てる女のキミと”いつまで一緒に居れるかな？”と言ったら関係が壊れてしまうんじゃないかと不安で胸を痛めている事が果たしてキミに伝わるかな…ラジオ。
- 素顔の少年DJCD～Adult Side～

### 映画
- テニスの王子様（不動峰中テニス部員）
- Zu々プロデュース「怜々蒐集譚」2019年 - 出泉七朗 役

### 舞台
- 劇団アルターエゴ 第11回公演「〜selfish〜 セルフィッシュ」（2002年5月17日 - 19日、東京芸術劇場小ホール2）
- 劇団アルターエゴ 第16回公演「アイスクリームマン」（2003年10月2日 - 5日、六行会ホール） - 水野 役
- 劇団アルターエゴ 第18回公演「ニューボーン・チャイルド」（2004年3月27日 - 31日、アイピット目白） - 男3 役
- 劇団アルターエゴ 第20回公演「ToRiDe」（2004年9月29日 - 10月3日、六行会ホール） - 男2 役
- ミュージカル・テニスの王子様 in winter 2004-2005 side 不動峰 〜special match〜（2004年12月29日 - 2005年1月2日、東京芸術劇場） - 神尾アキラ 役
- 劇団アルターエゴ 第24回公演「ロミオとジュリエット」（2005年3月17日 - 21日、萬スタジオ） - マキューシオ 役
- ミュージカル・テニスの王子様 Dream Live 2nd（2005年5月4日、東京ベイNKホール） - 神尾アキラ 役
- 劇団アルターエゴ 第26回公演「金壷親父恋達引」（2005年10月6日 - 10日、六行会ホール） - 万七 役
- 劇団アルターエゴ 第27回公演「HAKKENDEN2005」（2005年12月7日 - 11日、東京芸術劇場） - 犬川義三 役
- 劇団アルターエゴ 第28回公演「マクベス」（2006年3月11日 - 13日、萬スタジオ） - マルカム 役
- SMILY☆SPIKY 初公演「ダストスパート」（2006年4月14日 - 16日、恵比寿・エコー劇場） - 岩崎タケル 役
- 劇団アルターエゴ 第31回公演「なが靴をはいたメモワール」（2006年12月13日 - 17日、シアターグリーン） - 船長 役
- ミュージカル・テニスの王子様 Dream Live 4th（2007年3月30日 - 31日、パシフィコ横浜） - 神尾アキラ 役
- ご都合主義で行こう! PartII「へっぴり腰で行こう!」（2007年6月2日 - 10日、博品館劇場）
- Be With プロデュース VOL.2『灰とダイヤモンド ASHES AND THE DIAMOND』（東京公演:2008年3月13日 - 16日、シアターグリーン BASE THEATER） - エメラルド 役
- Be With プロデュース VOL.2『灰とダイヤモンド ASHES AND THE DIAMOND 〜 GO TO WEST version』（大阪公演（再演）:2008年4月23日 - 27日、black chamber） - エメラルド 役
- Func A ScamperS 009 #03 『彼女が服を着た理由』（2008年6月4日 - 8日、笹塚ファクトリー） - 箕輪剣也 役（客演）
- Be With プロデュース VOL.4『―Chitty Chitty Bang Bang― 1×1＝2 Only two Box』（2008年8月28日 - 31日、シアター風姿花伝）
  - EASY×RIDER - 新 役
  - MOON STRUCK〜月の輝く夜に〜 - 夏月 役
- マリア・マグダレーナ来日公演『マグダラなマリア』〜マリアさんのMad (Apple) Tea Party〜（2008年11月12日 - 16日、シアターアプル） - クリッパラ 役
- Func A ScamperS 009 #04 『君の先』（2009年1月28日 - 2月1日、中野ザ・ポケット） - ベイザワ 役（客演）
- タカイズミプロジェクト Vol.2『Second Lesson』〜カエルの王子が導く超個人的恋愛作法〜（2009年5月28日 - 6月7日、青山円形劇場）
- Func A ScamperS 009 #05 『突然3号』（2009年7月12日 - 19日、笹塚ファクトリー） - 沢村六助・本物の大志 役
- 一人芝居オレイロ番外編「オレサマホラー」（2009年8月21日 - 23日、新宿シアター・ミラクル） - ユウキ 役
- シャーマンビジネスマン「乱童 RAN-DOH」 〜Voice in City〜（2009年10月30日 - 31日、天王洲銀河劇場） - 五十嵐ワタル 役
- アンチョビー 第1回公演『アンチョビー』（2009年11月26日 - 29日、ウッディシアター中目黒） - 川井太郎 役
- シャーマンビジネスマン「乱童 RAN-DOH」 〜Voice in City〜再演（2010年1月3日 - 5日、青山劇場） - 五十嵐ワタル 役
- 劇団たいしゅう小説家Present's「キマズゲ〜愛のことば〜」（2010年4月29日 - 5月5日、東京芸術劇場） - 古舞駕桔梗 役
- Func A ScamperS 009 #06 『スーパーヒーローイズム』（2010年5月22日 - 30日、吉祥寺シアター） - アケボノ 役
- マリア・マグダレーナ来日公演『マグダラなマリア』〜マリアさんの夢は夜とかに開く!魔愚堕裸屋、ついに開店〜 （2010年8月6日-8日、シアタードラマシティ 8月12日-22日 サンシャイン劇場） - クリッパラ 役
- もうひとつの竜馬伝 -配役を探す八人の登場人物-（2010年11月23日 - 25日、青山円形劇場） - ユーキ 役
- ニコニコミュージカル「クリスマス・キャロル」（2010年12月22日 - 26日、博品館劇場）- ロバート 役
- D'TOT 2nd act「LAST SMILE」（2011年2月2日 - 7日、中目黒キンケロシアター）-  銀次・平井 役
- バーレスクレビュウ「Birth 〜誕生〜」（2011年2月25日 - 26日、青山円形劇場）初主演
- 劇団たいしゅう小説家Present's 「GONDA'S STORY〜ぼたもちの調べ〜」（2011年4月16日 - 24日、MAKOTOシアター銀座）
- マリア・マグダレーナ来日公演『マグダラなマリア』〜マリアさんのMad Tea Party（Reprise!）〜（2011年5月25日 - 29日、サンシャイン劇場/2011年6月3日 - 5日、新神戸オリエンタル劇場） - クリッパラ 役
- スーパーミュージカル「聖闘士星矢」（2011年7月28日 - 31日、全労済ホールスペース・ゼロ） - 南十字星座サザンクロスのクライスト 役
- マリア・マグダレーナ来日公演『マグダラなマリア』〜魔愚堕裸屋、恋のカラ騒ぎ〜 （2011年10月8日 - 10日、梅田芸術劇場シアタードラマシティ/10月15日 - 23日、サンシャイン劇場） - クリッパラ 役
- スーパーミュージカル『聖闘士星矢』再演（2011年12月22日 - 25日、天王洲銀河劇場） - 南十字星座サザンクロスのクライスト 役
- ブレーメンプロデュース『中島鉄砲火薬店』（2012年1月26日 - 30日、シアターグリーンBox in Box THEATER） - 中島登一郎 役
- 時速246億 vol.A「No.721」(2012年4月24日 - 5月2日、シアターモリエール) - 主演 ゴドー 役
- クリエイティヴ零 -zero- プロデュース「舞台逆境ナイン」（2012年6月2日 - 10日、シアターグリーン BIG TREE THEATER） - 無敵勇士 役
- 劇団ルドビコVol.8「Little Alice-少年アリスの時間割-」（2012年7月25日 - 29日、シアターサンモール） - ナイト 役
- 文学朗読劇『極上文學』「銀河鉄道の夜」（2012年8月15日 - 19日） - 車掌 役
- 4STRIKE（2012年10月10日 - 20日、新宿FACE/10月23日 - 24日、心斎橋BIGCAT）- RIKU 役
- ナイスコンプレックス N18『ゲズントハイト〜お元気で〜』（2012年11月22日 - 12月2日、サンモールスタジオ） - 主演 大村直人 役 トリプルキャスト
- 夜のミラクル☆トレイン〜大江戸線へようこそ〜Sweet Dream Express（2012年12月28日 - 30日、新宿FACE） - 牛込神楽坂透吾 役
- 魔界転生（2013年3月27日 - 31日、シアターサンモール/4月5日 - 7日、大阪市立芸術創造館） - 伊達左十郎 役
- 劇団たいしゅう小説家Present's「Messenger Blues」（2013年5月1日 - 6日、萬劇場）尾倉康雄 役
- 舞台「ROBOTICS;NOTES」（2013年5月9日、全労済ホールスペースゼロ）日替わりゲスト
- BOYS★TALK（2013年6月9日、全労済ホールスペース・ゼロ）- 日替わりゲスト
- 文学朗読劇『極上文學』「藪の中」[43]（2013年6月12日 - 16日、俳優座劇場） - 検非違使 役 Wキャスト
- マリア・マグダレーナ来日公演「マグダライブ2013」（2013年6月29日 - 30日） - クリッパラ 役 日替わりゲスト
- 時速246億 vol.A「No.721」再演（2013年7月2日 - 9日、赤坂REDTHEATER/7月13日 - 14日、名古屋テレピアホール）- 主演 ゴドー 役
- 銀河英雄伝説 初陣 もうひとつの敵（2013年8月1日 - 6日、日本青年館大ホール） - オスカー・フォン・ロイエンタール 役
- Club SLAZY（2013年9月25日 - 29日、新宿フェイス）- Zs 役
- 劇団たいしゅう小説家 Present's 朗読劇『夏影 さよならをするために…』（2013年10月8日 - 14日、萬劇場）日替わりゲスト
- なりたかった おとこ（2013年11月19日 - 24日、駅前劇場）
- Club SLAZY The 2nd invitation 〜Sapphire〜（2013年12月6日 - 15日、全労済ホールスペース・ゼロ） - Zs 役
- PERSONA3 the Weird Masquerade 〜青の覚醒〜（2014年1月、シアターGロッソ） - 真田明彦 役
- 劇団ジュークスペース第9回公演「けんかとにおい」（2014年1月28日‐2月2日、中野ザ・ポケット）日替わりゲスト
- LUV SLAZY　(2014年4月21日、shibuya duo MUSIC EXCHANGE) - Zs 役
- 最遊記歌劇伝 -God Child-（2014年5月2日 - 7日、全労済ホールスペース・ゼロ） - 猪八戒 役
- ハンサム落語 第4幕（2014年5月14日 - 18日、CBGKシブゲキ!!）
- おちゃめいつ2「PASS」（2014年6月13日 - 15日、18日 - 22日、器とcafeひねもすのたり）
- プロペラ犬×時速246億 SPECIALコラボ公演 「ハッピーセット」（2014年7月19日 - 8月3日、赤坂REDTHEATER）
- PERSONA3 the Weird Masquerade 〜群青の迷宮〜（2014年9月16日 - 23日、シアター1010）- 真田明彦 役
- Club SLAZY The3rd invitation 〜Onyx〜（2014年10月8日 - 13日、草月ホール）- Zs 役
- バカフキ！（2014年11月13日 - 16日、作・演出：大河元気、全労済ホールスペースゼロ） - 主演 ラゴ 役
- ペルソナ4 ジ・アルティメット イン マヨナカアリーナ（2014年12月19日 - 23日、東京芸術劇場プレイハウス）- 真田明彦 役
- 最遊記歌劇伝 -Burial-（2015年1月8日 - 12日、シアターGロッソ／1月23日 - 25日、シアターBRAVA!）- 猪八戒 役
- TOKYO七福神GEKIJO Speedy Shocking Surprised Live 『SHUNPU Gaiden〜春風外伝〜』（再演）（2015年4月9日 - 12日、銀座博品館劇場） - 文三 役
- PERSONA3 the Weird Masquerade 〜蒼鉛の結晶〜（2015年6月5日 - 13日、シアターGロッソ）- 真田明彦 役
- BLOOD-C The LAST MIND （2015年7月2日 - 5日、世田谷パブリックシアター） - 富山 役
- 劇団ジュークスペース第10回公演「片恋。」 ―片想いは切なくて、ちょっと可笑しい。― （2015年8月25日 - 30日、中野ザ・ポケット） - 筒井智幸 役
- 最遊記歌劇伝 -RELOAD-（2015年9月17日 - 23日、サンシャイン劇場）- 猪八戒 役
- 文学朗読劇『極上文學』『高瀬舟・山椒大夫』 （2015年10月9日 - 18日、CBGKシブゲキ!!/10月24日 - 25日、大阪ビジネスパーク円形ホール） - 庄兵衛 役
- TOKYO七福神GEKIJO Speedy Shocking Surprised Live 『PRINCE KAGUYA』 （2015年11月28日 - 12月6日、銀座博品館劇場／12月12日 - 13日、松下IMPホール） - ソラ 役
- Club SLAZY The 4th invitation 〜Topaz〜（2015年12月9日 - 12月20日、全労済ホール スペース・ゼロ／12月25日 - 27日、ABCホール）- Zs 役（声出演）
- おん・すてーじ「真夜中の弥次さん喜多さん」（2016年1月10日 - 17日、シアターGロッソ／1月22日 - 24日、サンケイホールブリーゼ） - 主演 喜多さん 役[44]
- 叫べども叫べども、この夜の涯て（2016年2月24日 - 28日、六行会ホール） - 主演 ギンゾウ 役
- 烈!バカフキ!（2016年4月14日 - 17日、Zeppブルーシアター六本木） - 主演 ラゴ 役
- 文学朗読劇『極上文學』「春琴抄」（2016年6月16日 - 19日、全労済ホール スペース・ゼロ/6月25日 - 26日、大阪ビジネスパーク円形ホール） - 佐助 役
- P4U2 ペルソナ4 ジ・アルティマックス ウルトラスープレックスホールド（2016年7月6日 - 10日、東京ドームシティ シアターGロッソ） - 真田明彦 役（映像出演）
- インフェルノ（2016年9月3日 - 11日、東京ドームシティ シアターGロッソ） - オリーブ 役
- Club SLAZY The Final invitation 〜Garnet〜（2016年12月7日 - 12月13日、品川プリンスホテル クラブeX）- Zs 役（声出演）
- Club SLAZY SPECIAL LIVE 2016（2016年12月29日 - 31日）、梅田芸術劇場シアター・ドラマシティ） - Zs 役 日替わりゲスト
- ミュージカルしゃばけ（2017年1月19日 - 29日、紀伊国屋サザンシアター） - 屏風のぞき 役
- PERSONA3 the Weird Masquerade 〜藍の誓約〜／〜碧空の彼方へ〜（2017年4月14日 - 23日、シアターGロッソ）- 真田明彦 役
- 文劇喫茶シリーズ「それから」(2017年5月3日-4日出演）俳優座劇場) - 寺尾 役 (日替わりゲスト)
- 爆走おとな小学生「すてきな三にんぐみ」(2017年6月1日 - 4日、中目黒キンケロシアター）（声出演）
- おん・すてーじ「真夜中の弥次さん喜多さん」双（2017年6月21日 - 25日、全労済ホール スペース・ゼロ） - 主演 喜多さん 役
- 戦国御伽絵巻 ヒデヨシ（2017年8月5日 - 13日、紀伊国屋ホール） - 竹中半兵衛 役
- ミュージカルしゃばけ 弐～空のビードロ・畳紙～（2017年9月2日 - 10日、紀伊國屋ホール） - 主演 屏風のぞき 役[45]
- ～ハダカ座公演 vol.1～「ストリップ学園」（2018年1月12日 - 20日、新宿FACE） - 姫華 役
- 文学朗読劇『極上文學』「風の又三郎･よだかの星」（2018年3月8日 - 13日、紀伊国屋ホール） - よだか 役
- ミュージカル「しゃばけ」参（2018年4月28日 - 5月7日、シアターサンモール/5月19日 - 20日、大阪ビジネスパーク円形ホール） - 屏風のぞき 役
- おん・すてーじ「真夜中の弥次さん喜多さん」三重（2018年6月21日 - 24日、シアターＧロッソ） - 主演 喜多さん 役
- 砂岡事務所プロデュース「変わり咲きジュリアン」（2018年8月22日 - 26日、あうるすぽっと） - 榎本宗四郎 役
- オフィス上の空プロデュース キ上の空論＃9「みどり色の水泡にキス」(2018年10月17日 - 24日、あうるすぽっと) - アリワラ 役
- 「銀河英雄伝説 Die Neue These」第一章（2018年10月25日 - 10月28日、Zepp DiverCity TOKYO） - パウル・フォン・オーベルシュタイン 役(声出演)
- 文学朗読劇『極上文學』「こゝろ」（2018年12月13日 - 18日、紀伊國屋サザンシアター） - 主演 先生 役　[46]
- Zu々プロデュース キネマ(映画)＆キノドラマ(舞台)連動興行「怜々蒐集譚」(2019年2月16日 - 27日、新国立劇場 小劇場) - 主演 出泉七朗 役
- オフィス上の空プロデュース キ上の空論＃10「ひびのばら」（2019年3月27日 - 31日、東京芸術劇場シアターウエスト）- 主演 輝男 役
- 「銀河英雄伝説 Die Neue These」～第二章 それぞれの星～（2019年5月30日 - 6月2日、Zepp DiverCity TOKYO / 6月8日 - 9日 Zepp Namba） - パウル・フォン・オーベルシュタイン 役[47]
- あやめ十八番 第十一回公演「しだれ咲きサマーストーム」(2019年7月19日 - 24日、吉祥寺シアター）- 主演 風間東薫 役
- SUGARBOY「タイプ」(2019年8月24日 - 9月1日、赤坂RED/THEATER) - 奥田コウジ 役
- オフィス上の空プロデュース キ上の空論＃11「紺屋の明後日」(2019年9月20日 - 29日、あうるすぽっと)  - 阿部 役
- 「銀河英雄伝説 Die Neue These」～第三章 嵐の前～（2019年10月24日 - 10月27日、Zepp DiverCity TOKYO / 11月2日 - 3日 Zepp Namba） - パウル・フォン・オーベルシュタイン 役
- LIVEミュージカル演劇「チャージマン研！」(2019年10月31日 - 11月6日、新宿FACE )(声出演)
- 悪い芝居vol.25「ミー・アット・ザ・ズー」(2019年12月4日 - 8日、シアタートラム）主演 孤村新年 役
- 最遊記歌劇伝 －Oasis－(2020年2月2日 - 2月9日、紀伊國屋サザンシアター TAKASHIMAYA) - 猪八戒 役
- 朗読劇リーディングシアターVol.1「RAMPO in the DARK」(2020年6月、神田明神ホール・無観客配信) - 真柄太郎 役
- 本多劇場グループnext「DISTANCE‐TOUR‐」朗読劇リリアン（2020年8月、本多劇場）
- オフィス上の空プロデュース キ上の空論＃13「脳ミソぐちゃぐちゃの、あわわわーで、褐色の汁が垂れる。」(2020年9月17日 - 27日、シアタートラム) - シャイン先輩 役
- LIVEミュージカル演劇「チャージマン研！R-2」(2020年10月10日 - 10月18日、新宿FACE ) - 星くん 役
- ミュージカル「Bランチ～ヨリドリミドリな分かれ道～」（2020年10月）- きんちゃん 役(声出演）
- 「ただやるだけ」（2020年11月19日　- 12月13日、下北沢シアター711）
- 最遊記歌劇伝 －Sunrise－（2021年2月11日 - 14日、COOL JAPAN PARK OSAKA WWホール・2月18日 - 24日、品川プリンスホテル ステラボール） - 猪八戒 役
- 「WELL」 〜井戸の底から見た景色〜 (2021年4月6日 - 11日、新宿村LIVE) - 主演 森永清 役
- wonder×works 舞台「わが花」(2021年5月19日 - 30日、SPACE雑遊)  - 紺野丈雄 役
- ミュージカル「SUPERHEROISM」再演（2021年6月18日 - 6月25日、日本青年館ホール・7月3日 - 7月4日、COOL JAPAN PARK OSAKA WWホール） - オダ 役
- ナイスコンプレックス プロデュース公演 NP#6「12人の怒れる男」（2021年7月30日 - 8月1日、大阪市立芸術創造館・8月12日 - 15日、赤坂RED/THEATER） - 陪審員4号 役
- One on One 33rd note「back-to-back」（2021年9月15日 - 9月20日、赤坂RED/THEATER） - コムロ 役
- ミュージカル「ヨルの真ん中」（2021年10月29日 - 31日、ROCK JOINT GB） - ミナト 役
- 朱の人（2022年4月13日 - 17日、本多劇場）- テツキ 役[48]
- RAMPO in the DARK（2022年6月22日、神田明神ホール）[49]
- 舞台「アオアシ」（2022年5月18日 - 22日、こくみん共済 coop ホール／スペース・ゼロ） - 福田達也 役[50]
- One on One 34th note「face-to-face」（2022年9月22日 - 27日、新宿シアタートップス） - コムロ 役[51]
- 舞台「沈丁花」（2022年12月16日 - 20日、KAAT神奈川芸術劇場 大スタジオ） - 滝里純 役[52]
- ナイスコンプレックス N33『ゲズントハイト〜お元気で〜』（2023年3月16日 - 21日、あうるすぽっと） - 主演 大村直人 役[53]
- ステージ『エロイカより愛をこめて』（2023年5月11日 - 14日、渋谷区文化総合センター大和田 さくらホール） - ボーナム 役[54]
- 幾度の群青に溺れ（2023年7月5日 - 9日、紀伊國屋ホール）- 薫 役[55]
- 六英花 朽葉（2023年8月5日 - 9日、座・高円寺1）[56]
- 最遊記歌劇伝－外伝－（2023年9月29日 - 10月12日、品川プリンスホテル ステラボール / 10月19日 - 23日、COOL JAPAN PARK OSAKA WWホール） - 天蓬元帥 役[57]
- One on One 35th note「side-by-side」（2024年2月8日 - 18日、赤坂RED/THEATER） - 主演 コムロ 役[58]
- キ上の空論 獣三作 二作め『除け者（ノケモノ）は世の毒を噛み込む。』（2024年5月9日 - 19日、新宿シアタートップス）- 主演 正木円治 役[59]
- キ上の空論 獣三作 三作め『緑園にて祈るその子が獣』（2024年9月11日 - 16日、本多劇場）- 晴人 役[60]
- ミュージカル『NO.6』（2024年11月8日 - 17日、天王洲 銀河劇場 / 11月22日 - 24日、梅田芸術劇場 シアター・ドラマシティ） - 白衣の男 役[61]
- dope A dope step.11『ストーリーバトラー』（2025年2月12日 - 16日、中野ザ・ポケット）- 鍵田壮 役
- 遠山ドラマティア『illuminaTe The Room』（2025年4月25日 - 5月18日、シアターグリーン BIG TREE THEATER）-主演 三条・パーシー・バレンハイム 役[62]
- キ上の空論『人骨のやらかい』（2025年6月12日 - 17日、紀伊國屋サザンシアター TAKASHIMAYA）[63]
- 激情バニッシュ演劇『咎狗の血』（2025年8月、新宿FACE） - アルビトロ 役[64]

### テレビ
- ブタイモン おんTV「真夜中の弥次さん喜多さん」 - 喜多さん 役
- Club SLAZY Extra invitation ～Malachite～ - Zs 役
- Actors Navi #3  藤原祐規・椎名鯛造

### ビデオ
- スキマスイッチ 君の話

### 書籍
- 写真集『FUKEY TIME』(2011年2月）
- ambitious No.7 (2011年2月）
- 極上文學 極上絵巻『桜銀夢』（2013年5月）
- 極上文學 極上絵巻『藪天胎』（2014年12月）
- 極上文學 『クロニクル』（2016年11月）
- 最遊記歌劇伝 Reload to the WEST(2015年9月）
- 最遊記歌劇伝 photo book Trajectory（2017年1月）
- ニノダン＋（2021年10月）

## ディスコグラフィ

### キャラクターソング
- 家庭教師ヒットマンREBORN! キャラクターソングアルバム THE VARIA SONGS

「嵐の王子」（ベルフェゴール）
- 家庭教師ヒットマンREBORN! キャラクターアルバム SONG "BLUE" 〜rivale〜

「bloody prince」（ベルフェゴール）
- 家庭教師ヒットマンREBORN! キャラソン大全集・究極（アルティメット）CD匣（ボックス）

「Funny Sunny Day（S・スクアーロ&ベルフェゴール&ルッスーリア ver.）」（ベルフェゴール）
- 暗闇の果てで君を待つ Original Soundtrack

「アカツキ」（風野太郎）
- Scared Rider Xechs DREAM COLLABORATION CD「Don't shed any tears」

「Don't shed any tears」（エピフォン）
- スカーレッドライダーゼクス -STARDUST LOVERS- アニメイト限定版特典CD

「RISE」（無月ヒジリ×エピフォン）
- スカーレッドライダーゼクスI-FDポータブルテーマソングCD

「RRR ～Rider's Rail Road ～」(サブスタンス)
- TVアニメ「スカーレッドライダーゼクス」レゾナンスソングシリーズVol.5

「Seaside Blue Graffiti」（無月ヒジリ×エピフォン）
- 絶対迷宮グリム 〜七つの鍵と楽園の乙女〜 キャラクターコンセプトCD Vol.6「悪魔の道化師♪夢魔」

「悪魔の道化師♪夢魔」（夢魔）
- 断罪のマリア キャラクターソングアルバム gran jubilee vol.2 迷宮の子羊編

「孤独の狼」（ジード）
- 断罪のマリア ソング ラ・カンパネラ vol.1 ジード「エンドレス ダウンステアズ」

「エンドレス ダウンステアズ」（ジード）
- 英国探偵ミステリア キャラソンCD vol.4 切り裂きジャック「おやすみメランコリア」

「おやすみメランコリア」（切り裂きジャック〈ジャック・ミラーズ〉）

### 参加作品
- ラジオ『素顔の少年』 サウンドコレクション -Wish-

「素顔のモノローグ」（TH・IA）
「幸せのありか」（藤原祐規）
- ラジオ『素顔の少年』主題歌「アリガトウ」飯田利信＆豊永利行 「星屑エレジー」紅葉美緒＆藤原祐規

「星屑エレジー」（紅葉美緒＆藤原祐規）
- ラジオ『素顔の少年』OPテーマ「ボクラノヒカリ」TH・IA EDテーマ「Beyond」豊永利行

「ボクラノヒカリ」（TH・IA）
- 舞台「4STRIKE」サウンドトラック

「Go way!」（藤原祐規）
- おんTV 真夜中の弥次さん喜多さん

「えにし」（唐橋充・藤原祐規）
「弥次喜多ダンシング」（唐橋充・藤原祐規）